# Liste der Kulturdenkmale im Landkreis Görlitz

Karte des Landkreises Görlitz

In der Liste der Kulturdenkmale im Landkreis Görlitz sind die Kulturdenkmale im Landkreis Görlitz aufgelistet. Grundlage der Einzellisten sind die in den jeweiligen Listen angegebenen Quellen. Die Anmerkungen sind zu beachten.
Diese Liste ist eine Teilliste der Liste der Kulturdenkmale in Sachsen.

## Aufteilung
Wegen der großen Anzahl von Kulturdenkmalen im Landkreis Görlitz ist diese Liste in Teillisten nach den Städten und Gemeinden aufgeteilt.
| - Bärwalde - Boxberg - Drehna - Dürrbach - Kaschel - Klein-Radisch - Klitten - Kringelsdorf | - Mönau - Nochten - Rauden - Reichwalde - Sprey - Tauer - Uhyst - Zimpel |

| - Altstadt, A–K - Altstadt, L–Z - Biesnitz - Deutsch Ossig - Hagenwerder - Innenstadt, A–Be - Innenstadt, Bi–D - Innenstadt, E–H - Innenstadt, J–K - Innenstadt, L–Q - Innenstadt, R–Z - Klein Neundorf | - Klingewalde - Königshufen - Kunnerwitz - Ludwigsdorf - Nikolaivorstadt - Ober-Neundorf - Rauschwalde - Schlauroth - Südstadt, A–G - Südstadt, H–Z - Tauchritz - Weinhübel |

| - Berthelsdorf - Euldorf - Friedensthal - Großhennersdorf - Herrnhut | - Neundorf auf dem Eigen - Rennersdorf - Ruppersdorf - Schönbrunn - Strahwalde |

| - Dauban - Gebelzig - Groß Radisch - Groß Saubernitz - Jerchwitz | - Ober Prauske - Sandförstgen - Thräna - Weigersdorf |

| - Eibau - Kottmarsdorf - Neueibau - Niedercunnersdorf | - Obercunnersdorf - Ottenhain - Walddorf |

| - Klein Priebus - Krauschwitz - Pechern - Podrosche | - Sagar - Skerbersdorf - Werdeck |

| - Bellwitz - Dolgowitz - Ebersdorf - Eiserode - Georgewitz - Glossen - Großdehsa - Kittlitz - Kleinradmeritz - Krappe | - Laucha - Lautitz - Mauschwitz - Nechen - Neucunnewitz - Oppeln - Rosenhain - Wendisch-Cunnersdorf - Wendisch-Paulsdorf - Wohla |

| - Deutsch-Paulsdorf - Friedersdorf - Gersdorf - Holtendorf | - Jauernick-Buschbach - Markersdorf - Pfaffendorf |

| - Biesig - Borda - Dittmannsdorf - Goßwitz - Krobnitz - Mengelsdorf | - Meuselwitz - Oehlisch - Reichenbach/O.L. - Schöps - Sohland am Rotstein - Zoblitz |

| - Bremenhain - Dunkelhäuser - Geheege - Lodenau - Neusorge | - Nieder-Neundorf - Rothenburg/O.L. - Steinbach - Uhsmannsdorf |

| - Arnsdorf - Buchholz - Döbschütz - Heideberg | - Hilbersdorf - Melaune - Prachenau - Tetta |

| - Dittelsdorf - Drausendorf - Eichgraben - Hartau - Hirschfelde - Pethau - Schlegel | - Wittgendorf - Zittau Zentrum (A–J) - Zittau Zentrum (K–Z) - Zittau Nord - Zittau Ost - Zittau Süd - Zittau West |